# Pycnaxis
Genre
Synonymes
- Takachihoa Ono, 1985

Pycnaxis est un genre d'araignées aranéomorphes de la famille des Thomisidae.

## Distribution
Les espèces de ce genre se rencontrent en Asie de l'Est et en Asie du Sud-Est.

## Liste des espèces
Selon World Spider Catalog (version 18.0, 12/07/2017) :
- Pycnaxis guttata Simon, 1895
- Pycnaxis krakatauensis (Bristowe, 1931)
- Pycnaxis lamellaris (Tang & Li, 2010)
- Pycnaxis nigrostriata (Simon, 1886)
- Pycnaxis onoi (Zhang, Zhu & Tso, 2006)
- Pycnaxis truciformis (Bösenberg & Strand, 1906)
- Pycnaxis tumida (Tang & Li, 2010)

## Publication originale
- Simon, 1895 : Histoire naturelle des araignées. Paris, vol. 1, p. 761-1084 (texte intégral).